# Comissão do 11 de Setembro

Selo da Comissão do 11 de Setembro.

A Comissão Nacional sobre os Ataques Terroristas nos Estados Unidos, também conhecida como Comissão 11/9 ou Comissão do 11 de Setembro, foi criada em 27 de novembro de 2002 "para preparar uma conta total e completa das circunstâncias que envolveram os ataques de 11 de setembro de 2001", incluindo uma preparação e resposta imediata aos ataques.
A comissão também foi incumbida de formular recomendações destinadas a evitar ataques futuros.
Presidido pelo ex-governador de Nova Jersey, Thomas Kean, a comissão foi constituída por cinco democratas e cinco republicanos. A comissão foi criada por uma legislação do Congresso dos Estados Unidos, com o projeto de lei assinado pelo então presidente George W. Bush.
O relatório final da comissão foi longo e com base em extensas entrevistas e depoimentos. Sua principal conclusão foi que as falhas da Agência Central de Inteligência (CIA) e do Federal Bureau of Investigation (FBI) permitiram que os ataques terroristas ocorressem e que se essas agências tivessem atuado de forma mais sensata e agressiva, os ataques poderiam ter sido evitados.
Após a publicação do seu relatório final, a Comissão foi encerrada em 21 de agosto de 2004. A comissão foi o último inquérito por parte do governo federal sobre os acontecimentos de 11/09, com exceção do relatório do NIST sobre o colapso da Torre 7.